# 朴春琴
朴春琴（1891年4月17日—1973年3月31日），朝鲜日治时期政治人物。

## 人物
出生于庆尚南道密阳市。1906年赴日本在密阳汉文书塾、日语学校留学。从土木作业员成为职业介绍人、承包了清水组和佐藤工业、飞岛组、熊谷组等工作。
另一方面致力于在日朝鲜人的相互扶助和地位的提高、1920年与李起东等人结成名为朝鲜劳动者相互扶助团体的相救会。相救会的活动受到土木工业会和前朝鲜总督府警务局长丸山鹤吉的支持、1921年相救会改组为亲日派和解团体的相爱会、自任副会长。
其时，众议院议员选举法（普通选举法）规定，包括内地人在内的朝鲜、台湾住民无选举权与被选举权，但居住在内地的、拥有日本国籍的男子，即使是朝鲜人、台湾人，在法律上具有平等地位，不仅拥有地方参政权，还同时拥有众议院议员的选举权与被选举权。另外内务省也于法令审议会1930年1月认定韩文选票有效。因此，朴春琴于1932年从当时的东京府4区（本所区深川区）参加众议院议员总选举。两次连任。因为面相和善，据说很受当地不仅日本人还有朝鲜人的喜欢。1942年翼赞选举中，朴春琴得到了大政翼赞会的推荐，但仍落选。终战之前与作家李光洙和诗人朱耀翰等当时在朝鲜有一定代表性的知识分子一同在京城府民馆组建大义党，开会谴责欧美列强在本国实施殖民统治。
终战后被公职追放（时期不明，1951年解除），虽然被大韩民国指名为亲日反民族行为者，但比起朝鲜民主主义人民共和国，仍然更加支持韩国一方。在日本成立日韩文化协会，致力于支援韩国留学生，积极参与在日本大韩民国民团的活动，功绩得到了韩国政府的认可，本人亦得到了在日韩国人的信赖，就任民团中央本部顾问，与民团一同参与祖国和平统一委员会的活动。
1973年3月31日，死于东京庆应义塾大学医院，享年81岁。

## 议员活动
当时的朝鲜半岛住民既无选举权与被选举权，亦无应征义务。因此，朴春琴于1933年1月26日的众议院全体会议上演说道：“我反对把朝鲜人称为殖民地人的说法，朝鲜人同样可以做履行兵役义务并获得选举权的国民。”后又于1935年直接向时任陆军大臣林铣十郎请愿对朝鲜人实行征兵。

## 出典
1. ↑  《朝日新闻》1942年5月3日朝刊3面。
2. ↑  黄（1998）p.56
3. ↑  《朝日新闻》1951年6月19日朝刊1面。
4. ↑  《朝日新闻》1973年4月5日 东京朝刊23面